# Курт Айзнер
Курт Айзнер (на немски: Kurt Eisner; роден на 14 май 1867 в Берлин; починал на 21 февруари 1919 в Мюнхен) е немски политик и журналист, участник в Ноемврийската революция, първи министър-председател на Бавария, по произход е евреин.

## Биография
Бащата на Курт се казва Емануел Айзнер, еврейски текстилен фабрикант, а майка му – Хедвиг Левенщайн.
От 1886 до 1889 г. той следва философия и германистика в университета в Берлин, но прекъсва. През 1892 г. се жени за Елизабет Хендрих, с нея има пет деца.
Курт става журналист след 1889 г. Работи във „Frankfurter Zeitung“.
Курт Айзнер по политически възгледи е марксист-ревизионист, който през 1898 г. се присъединява към Германската социалдемократическата партия, а през 1900 г., след смъртта на Вилхелм Либкнехт, става главен редактор на вестника на партията „Vorwärts“ (до 1905 г.). По-късно той е главен редактор на „Münchner Post“, издавайки и свой вестник – „Arbeiter-Feuilleton“. След избухването на Първата световна война Айзнер, за разлика от повечето членове на ГСДП, взима пацифистка позиция по военния конфликт. През 1917 г. се присъединява към отцепилата се от ГСДП Независима германска социалдемократическа партия. На следващата година организира стачка в едно военно предприятие, за което е обвинен в държавна измяна и за кратко арестуван.
На 7 ноември 1918 година по време на Ноемврийската революция Айзнер, заедно с лидера на революционното крило на Баварския селски съюз, воден от Лудвиг Хандорфером, организира в Мюнхен масови демонстрации срещу монархията на Вителсбах. В нощта на 8 ноември на среща в Мюнхен на съвета на работниците и войниците депутати той заявява, че детронира крал Лудвиг III, обявявайки Бавария за независима република. Организира създаването на временно правителство, в което Курт Айзнер става министър-председател и министър на външните работи. От самото създаване на републиката той заявява, че неговата програма е коренно различна от програмата на болшевиките и гарантира защита на частната собственост.
В изборите за Ландтаг през февруари 1919 г. Независимата германска социалдемократическа партия получава слаба подкрепа и малък брой места, което означава падане на правителството на Курт Айзнер. Когато 21 февруари 1919 Айзнер отива към Баварския ландтаг да депозира оставката на оглавяваното от него правителство, той е застрелян от монархиста граф Антон фон Арко-Вали. Следват размирици, довели до установяването на Баварска съветска република. 
Племенник на Курт Айзнер е известният британски биохимик Ърнст Чейн.